# Ukrasni duhan
Ukrasni duhan ( lat. Nicotiana alata), zeljasta trajnica iz porodice pomoćnica. Domovina joj je Južna Amerika, a uvezena je i u hladnije krajeve, gdje zbog hladnih zima raste samo kao jednogodišnja biljka jewr ne podnosi temerature niže od -5°.
Kao i sve ostale vrste duhana sadrži nikotin. Listovi su ovalni prekriveni sitnim dlačicama, oštrim na dodir i mogu iritirati kožu. Dvospolni cvjetovi trubastog su oblika, veoma mirisni, naročito noću, a mogu biti različitih boja, bijele, crvene, ljubičaste, te su primamljivi leptirima. Plod je čahura u kojoj se nalaze sitne sjemenke.

## Sinonimi
- Nicotiana acutifolia Burb.
- Nicotiana affinis T.Moore
- Nicotiana alata f. rubella Moldenke
- Nicotiana decurrens C.Agardh
- Nicotiana decurrens Tausch
- Nicotiana persica Lindl.
- Nicotiana pseudodecurrens Steud.